# 몬테네그로 주교후국
몬테네그로 주교후국(Митрополство Црногорско)은 1526년부터 1852년까지 존재하던 기독교 제후국이었다. 초기에 이들은 체티네 주교구에서 시작되었으며, 이후 몬테네그로 및 연해 대주교 관구로 성장했다. 이 지역은 오스만 제국의 지배에 저항했으며, 체티녜를 신권 정치의 중심지로 만들었다. 주교후국의 역사는 바빌라로부터 시작되었고, 이후 신권 정치는 세습제로 바뀌게 되었다. 당시 체티네의 주교였던 다닐로 솁체비치는 몬테네그로의 부족들을 통합하여 오스만 제국에 대항했다. 다닐로는 페트로비치네고시가의 첫 인물로, 그는 1851년까지 체티녜 대주교 관구 직을 유지하다가 1852년 공작이 되었다. 주교후국의 수도는 체티네였다.

## 같이 보기
- 교황령
- 아토스산 수도원 공화국
- 구호기사단 치하의 몰타